# Bisclavret (film)
Pour plus de détails, voir Fiche technique et Distribution.
Bisclavret est un court métrage d'animation franco-belge réalisé par Émilie Mercier et sorti en 2011. Il s'agit de l'adaptation d'un lai de Marie de France, Le Lai du Bisclavret, dans la traduction de Françoise Morvan sous la forme d'un dessin animé dont les graphismes s'inspirent directement du style des vitraux médiévaux. Le film a été récompensé par plusieurs prix.

## Synopsis
Le court métrage alterne une narration faite par une voix off féminine et les dialogues entre les personnages. La narration de la voix off reprend de près le texte du Lai du Bisclavret de Marie de France, en octosyllabes rimés, traduit en français moderne par Françoise Morvan pour la collection Babel des éditions Actes Sud..
Un chevalier et son épouse vivent heureux dans leur fief. Mais certaines nuits, le chevalier disparaît, sans que sa dame sache où il va. Craignant qu'il ne soit amoureux d'une autre, la dame le presse de lui révéler le but de ses escapades nocturnes. Il finit par lui avouer qu'il devient bisclavret, c'est-à-dire loup-garou : il cache ses vêtements et se transforme, puis erre dans la forêt en se nourrissant de bêtes sauvages jusqu'à l'aube. S'il perdait ses vêtements et si quelqu'un le voyait, il serait condamné à rester loup nuit et jour jusqu'à ce qu'on les lui rende. L'épouse, terrifiée, trahit son mari : elle accepte les avances d'un autre chevalier amoureux d'elle depuis longtemps, et lui indique comment aller dérober les vêtements du chevalier pendant qu'il est transformé. L'amant obéit et rapporte les vêtements, que la dame cache dans un coffre fermé à clé. Le chevalier est alors condamné à rester loup. On le cherche en vain, on finit par le croire mort, et la dame peut se remarier avec son amant.
Un jour, le roi part à la chasse dans la forêt où erre le bisclavret et se lance à sa poursuite avec ses gens et ses chiens. Mais il voit le loup, acculé, courber le dos et demander pitié comme un homme. Frappé par ce miracle, le roi épargne le loup et en fait son animal de compagnie. Le bisclavret reste doux et pacifique jusqu'au jour où le roi doit faire étape près de son ancien fief : la dame et son nouveau mari viennent alors lui offrir des présents, mais le bisclavret, furieux, bondit sur son ancienne épouse et lui mange le nez. Conseillé par un sage, le roi épargne à nouveau le loup et fait mettre la dame à la question pour lui faire révéler ce qu'elle sait. Elle avoue alors comment elle a trahi son mari parce qu'il était bisclavret, et révèle l'endroit où elle a caché les vêtements. Le roi rend ses vêtements au loup, qui redevient humain et reprend possession de son château et de ses terres. La dame et son amant sont bannis. Ils vivent au-delà de la mer et ont de nombreux enfants, parmi lesquels les filles naissent souvent sans nez. Le film s'achève en affirmant que l'histoire est vraie et que Marie de France en a composé un lai pour qu'on s'en souvienne à jamais.

## Fiche technique
- Titre : Bisclavret
- Réalisation : Émilie Mercier
- Scénario : Émilie Mercier et Françoise Morvan, d'après Le Lai du Bisclavret de Marie de France
- Traduction en français moderne du lai : Françoise Morvan
- Musique originale : Olivier Daviaud
- Image : Benoît Razy
- Montage : Hervé Guichard
- Chargés d'animation : Capucine Latrasse, Sébastien Laudenbach, Guillaume Levasseur, Camille Rossi, Youri Tcherenkov
- Production : Arnaud Demuynck et Pascal Le Nôtre
- Studios de production : Folimage, La Boîte...
- Pays :  France,  Belgique
- Langue : français
- Format : couleur
- Durée : 14 minutes
- Date de sortie :  France : 9 avril 2011 (Paris)

## Distinctions
Le film est sélectionné dans une vingtaine de festivals de cinéma en France et dans le monde. En 2011, il remporte le Grand prix Média et le Prix Émile-Reynaud au Festival national du film d'animation de l'Association française du cinéma d'animation. En 2012, il remporte le Prix du public au Festival du film d'animation ANIRMAU de Lalín, en Espagne.